# Daniel Rauter
Daniel Rauter (19 luglio 1994) è un giocatore di football americano austriaco, che gioca come offensive lineman per i Vienna Vikings.
Dopo aver giocato per  i Danube Dragons si trasferisce in ELF ai Vienna Vikings.

## Palmarès
- 1 EFL Championship (Vienna Vikings, 2022)
- 1 Austrian Bowl (Danube Dragons, 2022)